# Kriegsreisende.de
Kriegsreisende.de ist ein E-Magazin, das sich mit der Sozialgeschichte der Söldner aus historischer Sicht beschäftigt.

## Beschreibung
Betrieben wird die Online-Plattform von dem promovierten Historiker und Autor Frank Westenfelder. Sie gilt als die umfangreichste deutschsprachige Informationsquelle zum Thema Söldner und beschreibt die Geschichte der Söldner von der Antike bis in die heutige Zeit, die von privaten Sicherheitsunternehmen wie Blackwater geprägt ist. Eigendefinition: „Kriegsreisende beschäftigt sich mit Söldnern, Glücksrittern und Abenteurern – den Männern von überall und nirgendwo.“

## Geschichte
Gegründet wurde das Portal 2002. Westenfelder, Mitarbeiter der Zeitschrift Damals, erhielt von der Redaktion den Auftrag zu einem Artikel über Piraten (veröffentlicht 1997 unter Kaperkrieg im Mittelmeer). Bei der Recherche in Archiven kam er zu der Erkenntnis, dass die meisten Reiseberichte von Söldnern verfasst worden waren. „Da ich schon immer eine Vorliebe für seltsame, verlorene, von der großen Historiographie ignorierte Gestalten hatte“, erzählte er später dem Telepolis-Reporter Dominik Irtenkauf, „beschloss ich also, das fehlende Buch selbst zu schreiben.“ Das Internet war zu dieser Zeit bereits gut entwickelt, und so flossen die Forschungsergebnisse in Form eines wachsenden Magazin Kriegsreisende.de.

## Kritik
Laut dem Historiker Mathias Wörsching zeichnen sich die Texte „durch eine frische und unterhaltsame Art aus, sind stets kritisch und jeder Mystifizierung und Heroisierung abhold.“

## Veröffentlichungen (Auswahl)
- Söldner in Mali. Der Fluss des Geldes, mit dem Kriege und Krieger bezahlt werden. In: Süddeutsche Zeitung, 4. März 2013
- Wie westliches Geld und afrikanisches Blut zusammenkommen – die Mission der Afrikanischen Union in Somalia. In: Deutschlandfunk, 19. Februar 2013
- Die Mietregimenter der UN – von der Privatisierung des Friedens: Die reichen Länder zahlen, die armen stellen die Soldaten.